# Yon Tumarkin
Pour les articles homonymes, voir Tumarkin.
Yon Tumarkin  (en hébreu יון תומרקין), né le 22 juillet 1989 à Jaffa est un acteur israélien, jouant dans des séries et des films.

## Biographie
Il est le fils du sculpteur Yigal Tumarkin et le petit-fils du cinéaste Martin Hellberg.
Il sort diplômé du Ironi Alef School of Arts de Tel Aviv.
En 2009, Tumarkin interprète le rôle du vampire Leo dans la série télévisée Split, puis en 2012,. 
En 2012, il joue dans Rock the Casbah, où il interprète le personnage principal, et en 2015 dans JeruZalem où il joue le rôle principal, Kevin Reed,.

## Filmographie

### Cinéma
- 2001 : Shisha Million Rasisim d'Tzipi Trope
- 2010 : 2048 d'Yaron Kaftori
- 2012 : Rock the Casbah d'Yariv Horowitz : Tomer
- 2015 : JeruZalem d'Doron Paz & Yoav Paz : Kevin Reed

### Télévision
- 2001-2003 : Napoleone Hills Kids : Ido Klein (14 épisodes, saison 1-3)
- 2007-2009 : Ha-E : Dylan (76 épisodes, saison 1-2)
- 2009-2012 : Split : Leo, le vampire (134 épisodes, saison 1-3)
- 2013 : Ha-Borer : Nir (8 épisodes, saison 2)

## Récompense
- Television Academy Award Israel 2009, 2010, 2011, 2012:  Meilleur acteur (Remporté)[8]